# Ana Havel
Ana Havel rođ. Vidović (Sarajevo, 1938. − Sarajevo, 2012.), hrvatska novinarka, političarka i humanitarka iz BiH. Po struci je bila pravnica.
Sestra je poznatoga bosanskohercegovačkoga hrvatskog novinara Tomislava Vidovića. Kad su ga 1960. ondašnje vlasti osudile na dugogodišnju robiju godine zbog utemljenja  organizacije „Mladih Hrvata“, ostala je uz njega, između ostaloga i ukazujući na to da je Vidovićeva osuda na 15 godina robije bila unaprijed određena. Zbog toga je i sama odležala dva puta po mjesec dana u komunističkom zatvoru. Izbačena je s Pravnog fakulteta u Sarajevu pa je studij nastavila u Zagrebu, ali se poslije uspjela vratiti u Sarajevo te je diplomirala 29. svibnja 1972. na Pravnom fakultetu u Sarajevu. Pravosudni je ispit položila 1. srpnja 1975. također u Sarajevu. 
Radila je u Zavodu za zapošljavanje. Bila je sudionica  osnivanja sarajevskog ogranka Matice hrvatske.
U politiku je ušla iz  idealizma, velikim dijelom u spomen na brata koji je neoliko godina prije demokratskih promjena umro pod nerazjašnjenim okolnostima. Bila je jedna od osnivačica HDZ-a BiH te zastupnica u Parlamentu BiH.  Godine 1993. skupa sa suradnicima utemeljila je tjednik Hrvatsku riječ. Bila je glavna urednica prvih sedam godina postojanja tjednika. 
Predsjedavala je Zajednicom žena Kraljica Katarina Kosača, u Vrhbosanskoj županiji. Bila je zadnja vijećnica svoje stranke u sarajevskom Gradskom vijeću (predsjednica Verifikacijske komisije općinskog vijeća općine Novog Sarajeva) Nositeljica je Spomenice domovinske zahvalnosti i Reda Danice hrvatske s likom Antuna Radića.
Pokopana je 8. prosinca 2012. na sarajevskom gradskom groblju Bare.